# Радіоелектронна розвідка Франції
Радіоелектронна розвідка (фр. Renseignement d'origine électromagnétique) — вид технічної розвідки, яку використовує ряд спецслужб Франції, включаючи DGSE та DRM. Це один з основних напрямків діяльності DGSE, в якому залучено 2000 співробітників при загальній їх чисельності 4500.

## Правова основа
Прослуховування телефонних переговорів у Франції регламентується законом № 2006-64 від 23 січня 2006 року «Про боротьбу з тероризмом» та законом № 91-646 від 10 липня 1991 року «Про таємницю кореспонденції, що надсилається через електронні засоби зв'язку», зі змінами, внесеними законом № 2004 — 669 від 9 липня 2004 щодо електронних комунікацій та аудіовізуальних послуг зв'язку. Вищезгаданий закон 2006 року надає право Збройним силам Франції та DGSE вести радіоелектронну розвідку. включаючи перехоплення комунікацій.. Ст. 3 цього закону дозволяє, зокрема, здійснювати:
Перехоплення кореспонденції, що надсилається через електронні засоби зв'язку, для пошуку інформації, що належить до національної безпеки, збереження основних елементів наукового та економічного потенціалу Франції, або запобігання тероризму, злочинності та організованої злочинності відповідно до закону від 10 січня 1936.

## Frenchelon
Франція має у своєму розпорядженні власну глобальну систему радіоелектронної розвідки Frenchelon (аналог англо-саксонської системи Ешелон та радянсько-російської системи СОУД), яка розташована у віданні Генерального директорату зовнішньої безпеки (DGSE]) та Управління військової розвідки (DRM). Найбільша станція системи Frenchelon розташована в Домм, департамент Дордонь, крім цього, є розгалужена інфраструктура, як на території Франції, так і в її заморських територіях та колишніх колоніях.
Попри численні публікації в ЗМІ, офіційна влада Франції ніколи не підтверджували існування Frenchelon.

## EMERAUDE
Збройні сили Франції використовують також систему радіоелектронної розвідки EMERAUDE (фр. Ensemble mobile écoute et recherche automatique des émissions), яку часто плутають з Frenchelon. Інфраструктура системи EMERAUDE дозволяє вирішувати широке коло завдань, що виходять за рамки прослуховування і, зокрема, може бути використана в інтересах сил цивільної оборони та цивільної або військової влади, які відповідальних за внутрішню безпеку. Вона може бути використана для перенаправлення телефонних дзвінків в екстрені служби в умовах надзвичайних ситуацій, стихійних лих або перевантаження кол-центрів.
EMERAUDE пов'язана з усіма компаніями — телекомунікаційними операторами (включаючи дротове, бездротове мовлення та радіомовлення), як державними, так і приватними, що ведуть свою діяльність на території Франції, і може перехопити переговори будь-якого абонента цих мереж.

## Інші системи
Між двома турами президентських виборів 2007 року Ф.Баруен, який в той час обіймав посаду міністра внутрішніх справ, створив для потреб UCLAT технологічну платформу, яка може обробляти 20000 запитів на рік. дві третини з цих запитів були зроблені DST і службою розвідки.